# 구글 퓨전 테이블
구글 퓨전 테이블(Google Fusion Tables)은 구글이 데이터 관리를 위해 제공했던 웹 서비스였다. 퓨전 테이블은 데이터 테이블의 수집, 시각화, 공유를 위해 사용할 수 있다. 데이터는 인터넷 사용자가 보고 다운로드할 수 있는 여러 개의 테이블에 저장된다.
이 웹 서비스는 파이 차트, 바 차트, 라인플롯, 산점도, 타임라인, 네트워크 그래프, HTML 서식 카드 레이아웃, 지리 지도로써 데이터를 시각화하는 수단을 제공하였다. 데이터는 CSV 파일 포맷으로 내보낸다. 시각화는 다른 웹사이트에도 임베디드가 추가하며 테이블에 데이터 변경이 실시간으로 반영된다.
구글은 2019년 12월 3일 퓨전 테이블을 폐쇄하였다.